# Dino Monduzzi

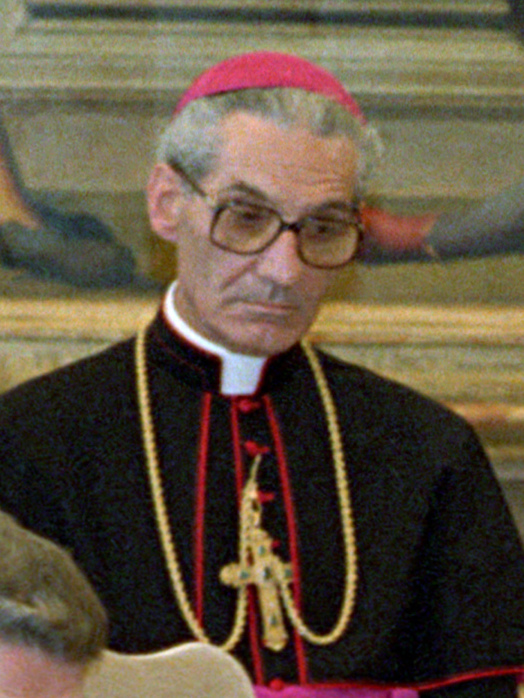
Erzbischof Dino Monduzzi (1987)

Kardinalswappen von Dino Monduzzi

Dino Kardinal Monduzzi (* 2. April 1922 in Brisighella, Provinz Ravenna, Italien; † 13. Oktober 2006 in der Vatikanstadt) war ein Kurienkardinal der römisch-katholischen Kirche.

## Leben
Dino Monduzzi studierte Katholische Theologie und Philosophie in Faenza und am Päpstlichen Athenaeum Lateranense in Rom und empfing am 22. September 1945 durch Giuseppe Battaglia das Sakrament der Priesterweihe für das Bistum Faenza. Nach weiterführenden Studien promovierte er am Päpstlichen Athenaeum Lateranense zum Doktor der Rechte. Er engagierte sich in der Katholischen Aktion, deren Sozialauftrag er bei Einsätzen in Kalabrien und Sardinien unterstützte.
1959 wurde er Sekretär im Büro des Kardinalkämmerers. Im Zuge der Reform der Römischen Kurie wurde er im Jahre 1967 zum Sekretär des Apostolischen Palastes ernannt. Am 5. Juni 1970 verlieh ihm Papst Paul VI. den Titel Ehrenprälat Seiner Heiligkeit.
Am 18. Dezember 1985 ernannte ihn Papst Johannes Paul II. zum Titularbischof von Capreae und zum Präfekten des Päpstlichen Hauses, wodurch er unter anderem an der Vorbereitung der vielen Auslandsreisen des Papstes beteiligt war. Die Bischofsweihe spendete ihm Johannes Paul II. am 6. Januar 1986 im Petersdom; Mitkonsekratoren waren die Kurienerzbischöfe Eduardo Martínez Somalo und José Tomás Sánchez.
Mit dem Erreichen der Altersgrenze von 75 Jahren trat er am 7. Februar 1998 von seinen Leitungsaufgaben als Kurienbischof zurück. Wenige Tage später, am 21. Februar 1998, nahm ihn Papst Johannes Paul II. als Kardinaldiakon mit der Titeldiakonie San Sebastiano al Palatino in das Kardinalskollegium auf.
Am Konklave 2005, in dem Benedikt XVI. gewählt wurde, nahm er nicht teil, da er zu diesem Zeitpunkt bereits das 80. Lebensjahr vollendet und damit das aktive Papstwahlrecht verloren hatte. Kardinal Monduzzi starb im Oktober 2006 nach langer Krankheit und wurde in seiner Heimatgemeinde Brisighella beigesetzt.

## Ehrungen
- 1967: Komtur des Ordens des Infanten Dom Henrique[2]
- 1972: Großoffizier des Verdienstordens der Italienischen Republik[3]
- 1981: Komtur des portugiesischen Christusordens[2]
- 1990: Großkreuz des Ordens des Infanten Dom Henrique[2]
- 1992: Großkreuz des Verdienstordens der Italienischen Republik[4]
- 1997: Großkreuz des Orden de Isabel la Católica[5]